# 夏の花
『夏の花』（なつのはな）は、原民喜の短編小説、もしくはこの小説を表題作とする1949年刊行の作品集。小説は自身の広島での被爆体験を基に書いた作品である。悲憤や感傷を抑えた文体で、原爆の恐怖を伝えた。

## 概要
被爆直後にしたためられていた原の日記「原爆被災時のノート」をもとに、1945年11月までの数ヶ月の間に広島県佐伯郡八幡村（現在の広島市佐伯区東部）の疎開先で執筆された。原題は「原子爆弾」であった。
最初『近代文学』創刊号に掲載される予定であったが、GHQの検閲を考慮し、1947年6月号の『三田文学』に発表された。また原の承諾の上で、被爆者の描写などいくつかの箇所について削除がなされ、題名も一見戦争とは関連性が薄い「夏の花」と改められた。発表後、1948年の第1回水上滝太郎賞を受賞した。
この作品に続いて発表された「廃墟から」「壊滅の序曲」の2作品とあわせて「夏の花三部作」と称された。1949年2月には、三部作の他に小説3作品や詩1編、エッセイなどを収録した単行本『夏の花』が能楽書林から刊行された。しかしこの時点でも初出時の削除部分は欠落したままであり、原の原稿をもとに作品が完全な形で公表されたのは、彼の死後1953年3月に刊行された『原民喜作品集』（角川書店版）においてであった。

## 作品梗概
私は亡き妻と父母の墓に、なんという名称か分からないが、黄色の可憐な野趣を帯びた、いかにも夏らしい花を手向けた。その翌々日、街に呪わしい閃光が走り、私は惨劇の舞台に立たされる。川に逃げ、次兄と出くわす。次兄と上流へ遡って行く際に、私は、人々の余りにも目を覆う惨状を目の当りにする。やがて、私と次兄は甥の変わり果てた姿を確認する。次兄の家で働いていた女中も落ち合い、一緒に避難する。彼女は赤子を抱えたまま光線に遭い胸と手と顔を焼かれていた。「水を下さい」と哀願し続け、一か月余りして死ぬ。
Nはトンネルの中であの衝撃を受ける。妻の勤めている女学校に向かい、次に自宅、更に通勤路を辿ってNの妻を捜した。死体を一つ一つ調べたが、妻の姿を見出す事は出来なかった。

## 登場人物
主人公である「私」を含め、ほとんどの登場人物は、最後まで名前は明かされない。「私」の親族は、後出の被爆死した甥「文彦」唯一の例外として、「私」との続柄で記されている。その他の登場人物は、ごく一部がイニシャルで名前を記されているほかは被爆後に出会った人々など、すべて無名の人物である。

### 主人公とその周囲の人々
私
主人公。被爆の少し前に妻が死去し、工場を経営する実家で親族と同居していることが述べられるなど、作者の分身と推測される描写がある。厠に入っていたところを原爆の閃光に襲われるが、家屋が堅牢な造りであったため大きな傷もなく命拾いをする。被爆直後「遂に来たるべきものが来た」と「さばさばした気持」で事態を受け入れる一方、作家として「このことを書きのこさねばならない」と決意するが、その後、避難の過程で想像を絶する被爆の実相を目の当たりにすることとなる。
妹
被爆する直前、起床が遅い「私」に小言をこぼしていたが、被爆後、兄の様子を心配しまっさきに駆けつけてくる。避難してきた川岸で「私」と再会し被爆時のことを語り合う。
シャツ一枚の男
工場の従業員。被爆直後「私」の前に現れ、「電話をかけなきゃ」とつぶやきながらどこかに消える。突然の事態を前にかなり動転した様子が見られる。
K
工場の事務員。被爆直後「私」の前に現れ、足を負傷していた。どこに避難するか判断が付かないほど動転しており、「私」とともに家を脱出するが途中で行方不明となる。
長兄
実家の工場を経営しており、事務室で被爆したが脱出、動員学徒や近所の人を救い出すため奮闘したのち避難してきた川岸で「私」と再会する。その後、妻の疎開先である郊外の廿日市町に向かい、「私」と妹、次兄一家が郊外の八幡村に避難するための馬車を調達してくる。
次兄
実家から独立して家を構えており、妻との間には少なくとも4人の子供がいる。当日は帰宅していたところを妻や女中とともに被爆。家族たちを救い出したのち「私」と行動を共にする。被爆による顔の火傷は最初のうちはほとんど目立たなかったが…。
次兄の家の女中
次兄の子である赤ん坊を抱いている時に閃光に襲われ、顔と胸と手に重い火傷を負った。「私」に付き添われて東照宮前の施療所に行くが、大した治療を受けられないまま次第に衰弱し、しきりに水を求めるようになる。一月後、腕の傷が元で、敗血症を発症し死亡する。
姪
次兄の幼い長女。女中と一緒に避難するがはぐれてしまい、翌日、避難所となっていた東照宮で両親と再会する。首に負った火傷の痛みに泣き叫ぶ。
文彦
「私」の甥（次兄の子）。市内の学校に通学しておりそこで被爆死したと思われる。八幡村へ避難中の両親が西練兵場近くで遺体を発見する。次兄は遺品として彼の死体から爪とバンドを持ち去った。作品中、具体的な名前が記されている唯一の登場人物である。
中学生の甥
次兄の長男（?）。市内の中学に通学しており学校で被爆。軽傷だったため級友とともに学校を脱出し、数日後、八幡村の避難先にやってくる。そののち謎の病状を発し次第に衰弱していくが持ちこたえる。

### 「私」が被爆後に出会う人々
学徒たち
勤労動員により「私」の実家の工場で働いていた女学生。崩れた工場の下敷きになるが長兄によって救い出される。比較的軽傷で被爆時のことを元気に語り合っている。
蹲（うずくま）る女
被爆して顔に重い火傷を負い「身の毛のよだつ姿」になりはてている2人の若い女性。泉邸近くの川岸の石段に座り込み、離れたところに置いてある自分たちの蒲団を持ってきてくれるよう「私」に哀願するが…。
兵士
川を渡って避難してきた「私」の肩を借りて給湯所に向かう途中「死んだ方がましさ」とつぶやく。
傷ついた女学生
当日の夜、「私」の近くで横になっていた3〜4人の女学生。火が迫っていることを気にかけたり、早く朝が来ることを願ったり、父母の名を呼んだりしていた。
気丈な男
東照宮境内の避難所で「私」に話しかけてきた人物。中国ビルの7階で被爆して両手足と顔に火傷を負い、衣類はズボン片脚分しか残っていない状態であるが、周囲の人に命令したり頼んだりして何とかここまで避難してくる。自分が休んでいる場所に迷い込んできた幹部候補生の青年を怒鳴りつけた。
モンペ姿の婦人
東照宮前で「私」の近くで横たわっていた女性。顔に火傷を負い3日目の朝に息絶える。死後、所持品から旅行者であったことが判明する。

### その他
N
物語の末尾で唐突に登場する、「私」の知人と思われる人物。宇品近くに住んでおり、当日は広島から郊外の疎開工場に向かう列車がトンネルに入ったところで被爆した。その後市内に戻り、女学校に出勤したまま行方不明となった妻を探して焼け跡を歩き回るが…。

## 物語に登場する地名

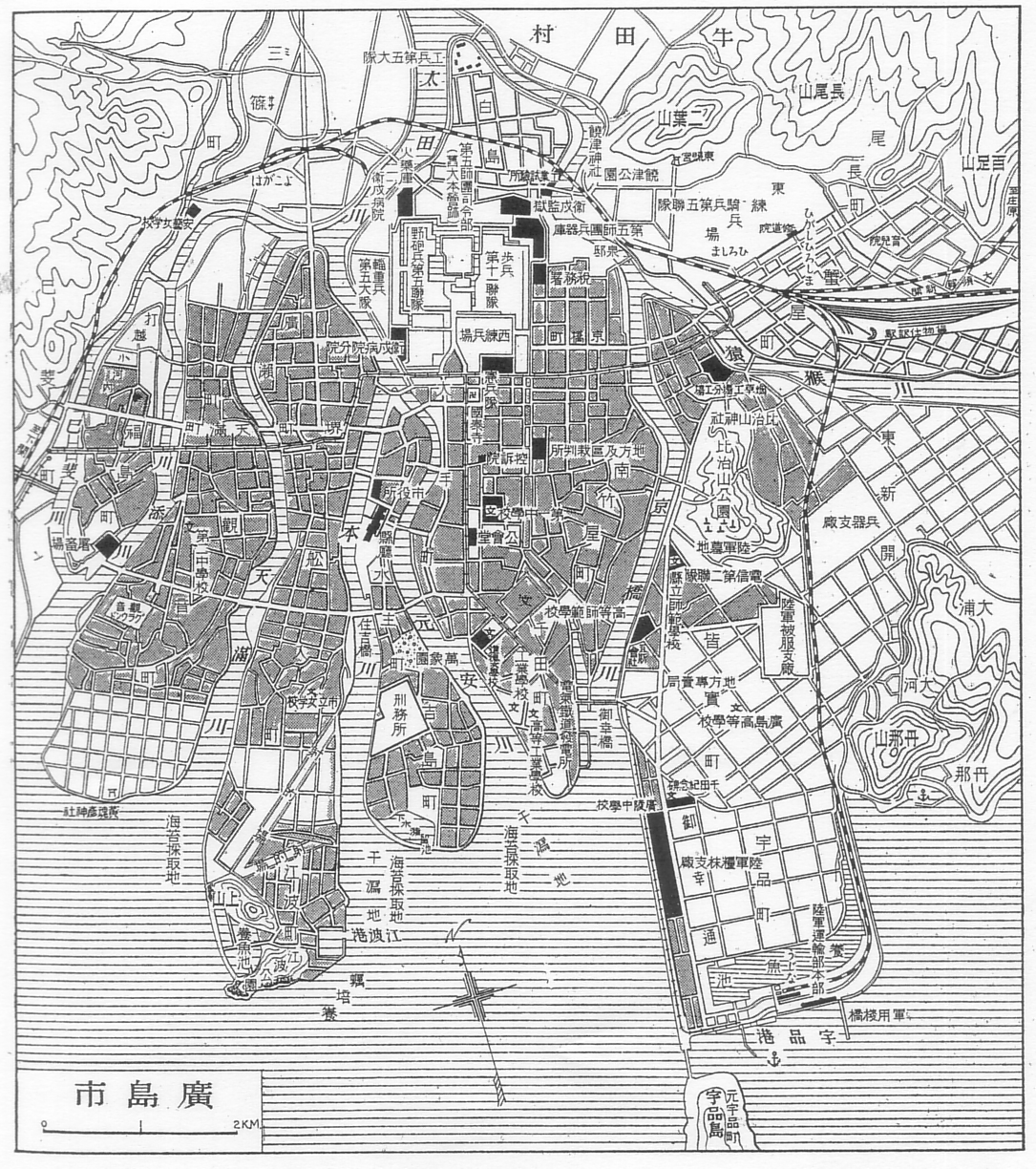
1930年頃の広島市街地図 / 物語に登場する饒津公園・泉邸・東照宮・西練兵場などの位置が示されている。常盤橋は地図中「衛戍監獄」近くの橋である。

原爆被災直後の広島市内を中心に物語が展開されるため、作品中には広島市民にとってはなじみ深い地名が多く登場する。
- 饒津公園：被爆の2日前、妻の墓参に来た「私」が帰宅途中で近くを通る。
- 泉邸：被爆して家を脱出した「私」が最初に避難し、想像を絶する被爆者の群れを目の当たりにする場所[8]。ここで長兄や次兄一家と落ち合うが、炎が迫ってきたため川の対岸に避難する。
- 京橋川（作品中は「川」とのみ記される）：泉邸に避難してきた「私」が、火災による炎熱で発生した竜巻が進んでいくのを目撃する。
- 常盤橋付近の土手：泉邸の対岸で近くには饒津公園や山陽本線の鉄道橋がある（右の地図参照）。被爆当日、泉邸から避難してきた「私」や次兄がこの近くで夜を過ごし、多くの人々の断末魔のうめきを耳にした。そしてかつて幼い日の自分がここで魚とりをしたことを思い出し、その時は「夢のように平和な景色」であったと感慨にふける。
- 東照宮：饒津公園より東にある。鳥居の下に被災者のための施療所や避難所が設けられており、女中にはぐれた姪が避難していた。「私」は傷ついた次兄の家の女中に付き添って門前の行列に並び、境内で次兄一家とともに2日目の夜を過ごすことになる。近くには練兵場[9]があり、被爆後も兵士が吹くラッパの音が聞こえてくる。
- 西練兵場：爆心地近くに所在していた陸軍の練兵場[10]で、多くの被爆者の遺体が放置されていた。馬車で避難中の一行が近くの空き地で文彦と無言の再会を果たす。
- 国泰寺：避難中の一行が、境内にあった巨大な楠が根こそぎ倒れているのを目撃する[11]。
- 浅野図書館：市立図書館で国泰寺近くに所在[12]。被爆で建物の外郭のみが残され、屍体収容所となっていた。
- 八幡村：広島市西郊の農村で一家の疎開先があった。3日目の夜遅くにたどり着いた一行が「悲惨な生活」を営む。
- 比治山：市内東部にある山で、学校から逃れてきた中学生の甥が級友とともに避難した場所。

## 書誌情報
本作品を収録する主要な文庫本を示した。いずれも「三部作」を収録作品の中心にしている。
- 『夏の花・心願の国』（解説：大江健三郎）新潮文庫、1973年（2000年改版）　ISBN 9784101163017

三部作のほか初期作品の「苦しく美しき夏」「秋日記」「冬日記」「美しき死の岸に」「死のなかの風景」、三部作以後の「火の唇」「鎮魂歌」「永遠のみどり」「心願の国」を所収し、発表年代順に原の作品世界を展望できる構成となっている。
- 『小説集 夏の花』（解説：佐々木基一）岩波文庫、1988年　ISBN 9784003110812

三部作のほか「燃エガラ（詩）」「小さな村」「昔の店」「氷花」「エッセイ」を収録。最初に単行本化（1949年）された能楽書林版の収録内容をそのまま踏襲した構成となっている。なお日本ブックエース刊の「平和文庫」版『夏の花』（2010年、ISBN 9784284800785）は同内容。
- 『夏の花』（解説：藤井淑禎、鑑賞：リービ英雄）集英社文庫、1993年　ISBN 9784087520415

三部作のみを収録。巻頭口絵（写真）のほか、被爆当時の広島市街図、詳細な語注、原の年譜を付す。
- 『夏の花』（MANGA-BUNKOシリーズ）（漫画：山田雨月）ホーム社漫画文庫、2010年　ISBN 9784834263152

三部作のコミカライズ作品。3作品を時系列に沿ってひとまとまりのストーリーとして整理しているため、「壊滅の序曲」の主人公「正三」が「夏の花」の「私」と同一化されるなど、原作の記述と異なっている点がある。